# Geografía de Escocia

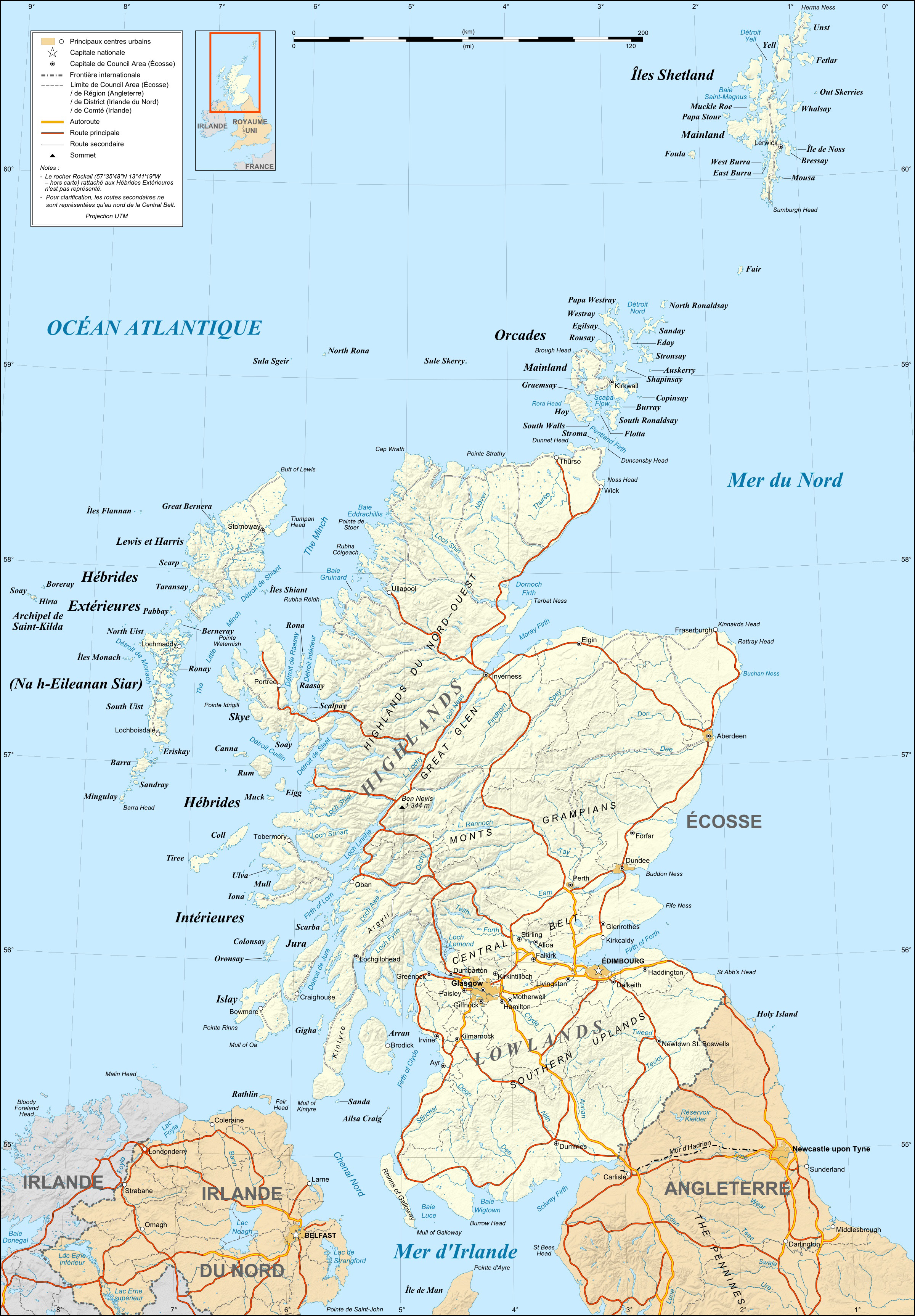
Mapa político de Escocia.

Escocia está constituida por el tercio norte de la isla de Gran Bretaña, así como por un enorme número de pequeñas islas. Escocia está localizada entre los 54°38' y los 58°40' norte (con las islas Shetland cerca del 61°), y entre 1°46' y 6°13' oeste (con la isla de Saint Kilda  a 8°30' oeste). Escocia está bañada por el océano Atlántico y por el mar del Norte.
Desde un punto de vista político forma parte del Reino Unido, en Europa Occidental. La única frontera terrestre de Escocia la comparte con Inglaterra. Dicha frontera tiene un total de 96 km y discurre entre el río Tweed en la costa este y el estuario de Solway (Solway Firth) al oeste. La isla de Irlanda está situada aproximadamente a 30 km del extremo sudoeste de Escocia, mientras que Noruega se halla aproximadamente a unos 400 km al nordeste.

## Geografía física
Escocia abarca un territorio de 78.772 km², lo que equivale aproximadamente a casi un 30 % de la superficie total del Reino Unido. Las costas de la parte principal de Escocia, la que se ubica en la isla de Gran Bretaña, tienen una longitud de 9.911 km.
La geomorfología de Escocia se formó por la acción de las placas tectónicas, y posteriormente por los fenómenos erosivos de origen glaciar. La principal división de Escocia es la línea de falla de las Tierras Altas, que separa el territorio entre las Tierras Altas al norte y al oeste, y las Tierras Bajas al sur y al este. El territorio de las Highlands es esencialmente montañoso, constituyendo el territorio de mayor altitud de todo el Reino Unido; se encuentran separadas por el Great Glen entre los Montes Grampianos al sudeste y las Tierras Altas del noroeste. Las Lowlands, por su parte, están repartidas entre las Southern Uplands, una extensión de terrenos de uso agrícola, surcados por valles poco profundos, con colinas cubiertas de brezo, y las tierras igualmente de uso agrícola del Central Belt y del este de Escocia.

### Características geográficas

#### Puntos extremos

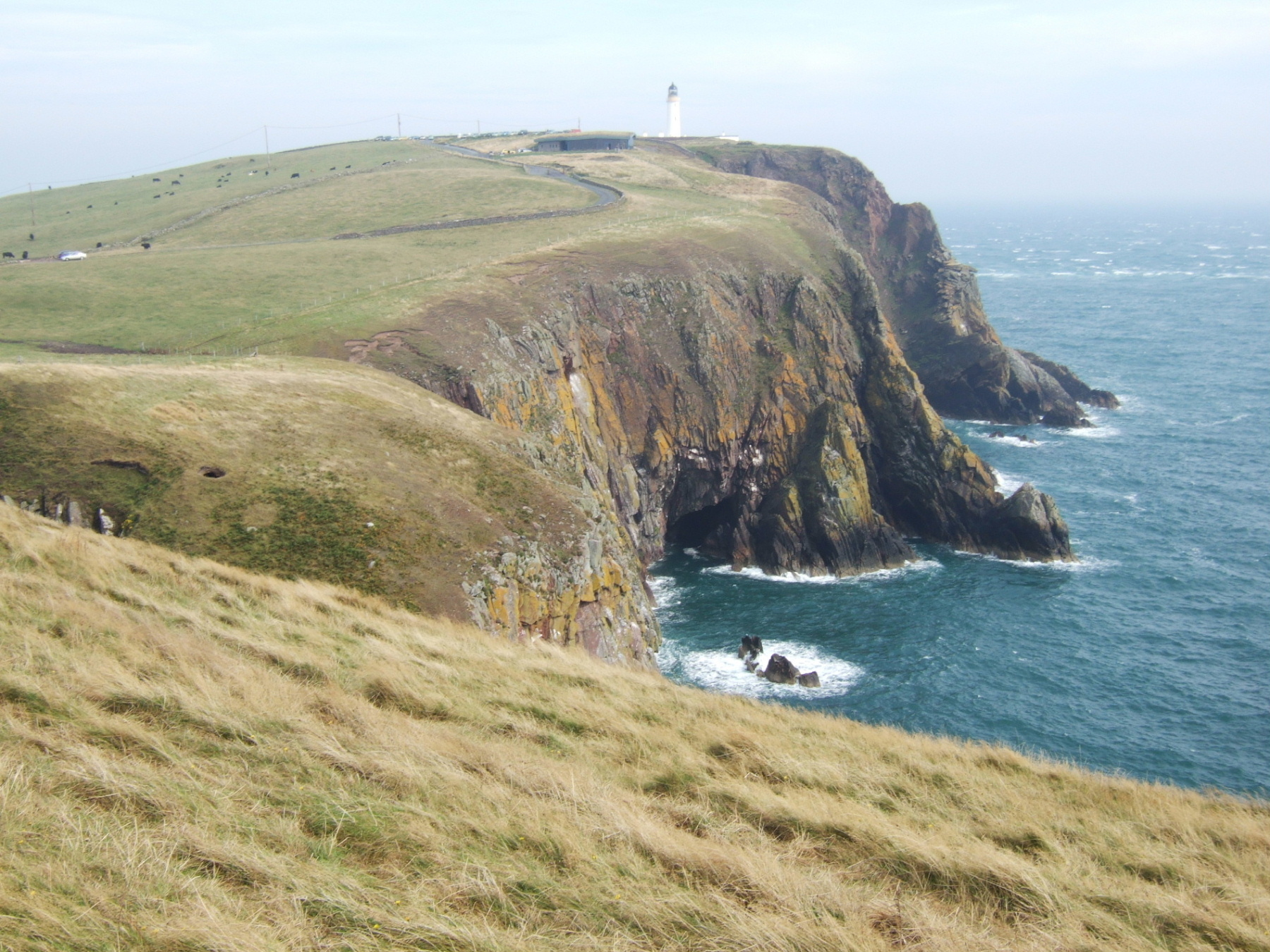
El Promontorio de Galloway, Mull of Galloway, en el extremo sur de Escocia.

Los puntos extremos del territorio principal escocés (es decir sobre la isla de Gran Bretaña, sin contar las islas exteriores) son:
- Al norte: Easter Head, Dunnet Head, Caithness.
- Al este: Keith Inch, Peterhead, Aberdeenshire.
- Al sur: Promontorio de Galloway (Mull of Galloway), Dumfries y Galloway.
- Al oeste: Corrachadh Mor, península de Ardnamurchan, Lochaber.

Los puntos más extremos de Escocia, incluyendo las islas exteriores, son los siguientes: 
- Al norte: Out Stack, al norte de Unst, Shetland.
- Al este: Bound Skerry, Out Skerries, Shetland.
- Al sur: Mull of Galloway, Dumfries y Galloway.
- Al oeste: O bien Rockall (anexionado en 1972 al antiguo Inverness-shire o condado de Inverness), con un estatuto internacional discutido, o Soay, Saint Kilda, Hébridas exteriores.

#### Montañas

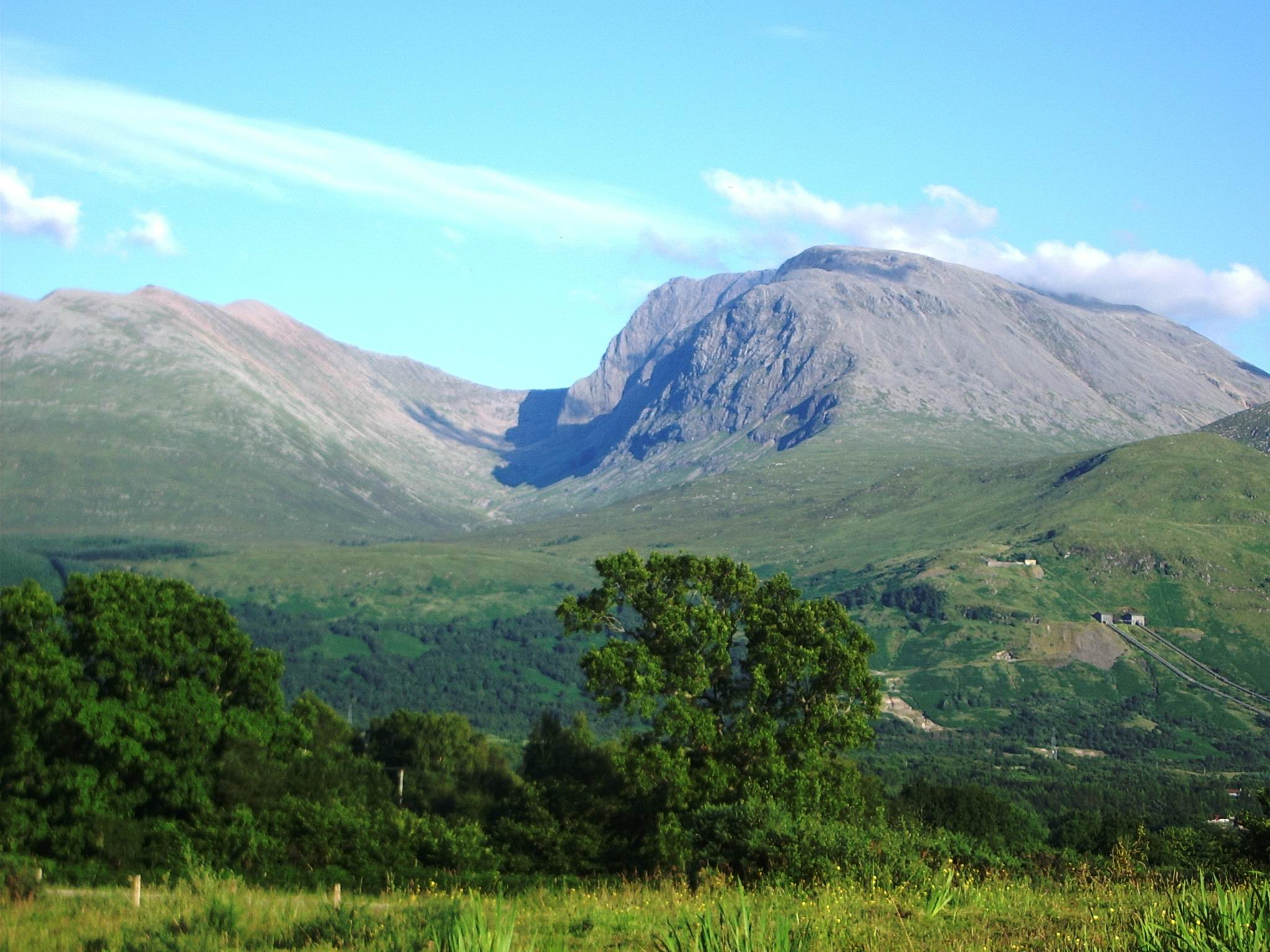
Ben Nevis, la cima de mayor altitud de las islas británicas.

Las diez montañas más altas de Escocia son igualmente las diez montañas de mayor altitud de todo el Reino Unido. Se conoce coloquialmente a estas cumbres escocesas de una altura superior a los 914 m (3 000 pies) como a los Munro's, porque fue sir Hugh Munro el primero en confeccionar un repertorio de las mismas. Estas montañas, con la altura de sus cimas, son:

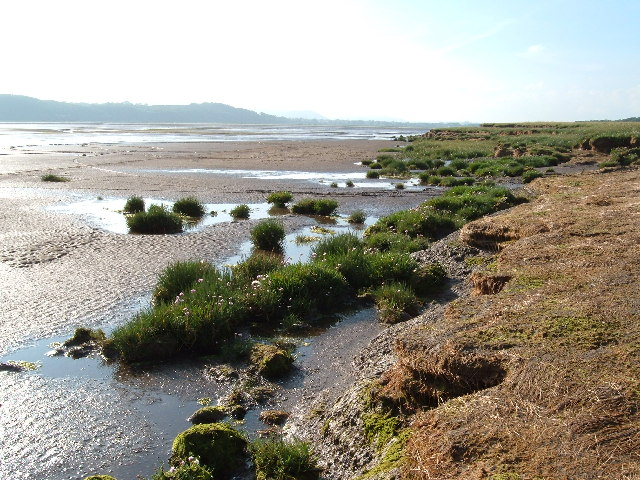
Reserva natural de Caerlaverock, vista a través del Estuario del río Nith, cerca del golfo de Solway.

| Montaña               | Altura  |
| --------------------- | ------- |
| Ben Nevis             | 1.344 m |
| Ben Macdhui           | 1.310 m |
| Braeriach             | 1.296 m |
| Cairn Toul            | 1.291 m |
| Sgor an Lochain Uaine | 1.258 m |
| Cairn Gorm            | 1.244 m |
| Aonach Beag           | 1.234 m |
| Càrn Mor Dearg        | 1.220 m |
| Aonach Mòr            | 1.218 m |
| Ben Lawers            | 1.214 m |

#### Litoral
Escocia está bañada, al este, por el mar del Norte; al norte, por el océano Atlántico; y al oeste, por dos mares epicontinentales, el mar de las Hébridas y el mar llamado El Minch (conocidos como mares interiores de Escocia).
La parte principal del territorio escocés (es decir, sobre la isla de Gran Bretaña) tiene un total de 9.911 km de costas. Si se incluyen las costas de la miríada de pequeñas islas son unos 16.490 km de línea de costa. La costa oeste es especialmente accidentada, con amplios promontorios separados por fiordos, como loches (lagos) de mar. La costa este es más regular, con una serie de grandes estuarios, o firths, y largas playas de arena, como por ejemplo la de Aberdeen.
Los firths (o estuarios o fiordos) de Escocia más conocidos son el fiordo de Solway, el fiordo de Clyde y el fiordo de Lorne en la costa oeste, y el fiordo de Cromarty, el fiordo de Moray, el fiordo de Tay y el fiordo de Forth en la costa este. El fiordo de Pentland, por su parte, no es una bahía, sino que se trata de un estrecho que separa las islas Órcadas del continente escocés. 
Los mayores lagos en el mar son los de lago Fyne, lago Long, lago Ryan, lago Linnhe, lago Torridon, lago Ewe y, en la isla de Lewis, el del lago Seaforth. Si bien algunos son propiamente también fiordos.

#### Islas
Escocia cuenta con unas 790 islas, que se ubican especialmente en la costa oeste escocesa. Se dividen en cuatro grandes grupos:
- Las Shetland, la zona más norteña de Escocia.
- Las Órcadas, entre las Shetland y el continente escocés
- Las Hébridas Interiores, que incluyen Skye, la isla de Mull, las Islas pequeñas o Small Isles, y diversos otros grupos de islas.
- Las Hébridas Exteriores, igualmente conocidas como las Western Isles, o Eilean Siar en gaélico escocés, al oeste de las Hébridas interiores, y separadas de las mismas por el mar conocido por El Minch (The Minch).

Las Shetland y las Orcadas, con Fair Isle, y Stroma son frecuentemente denominadas como las Northern Isles. El Firth of Forth y el  Firth of Clyde incluyen igualmente varias islas.

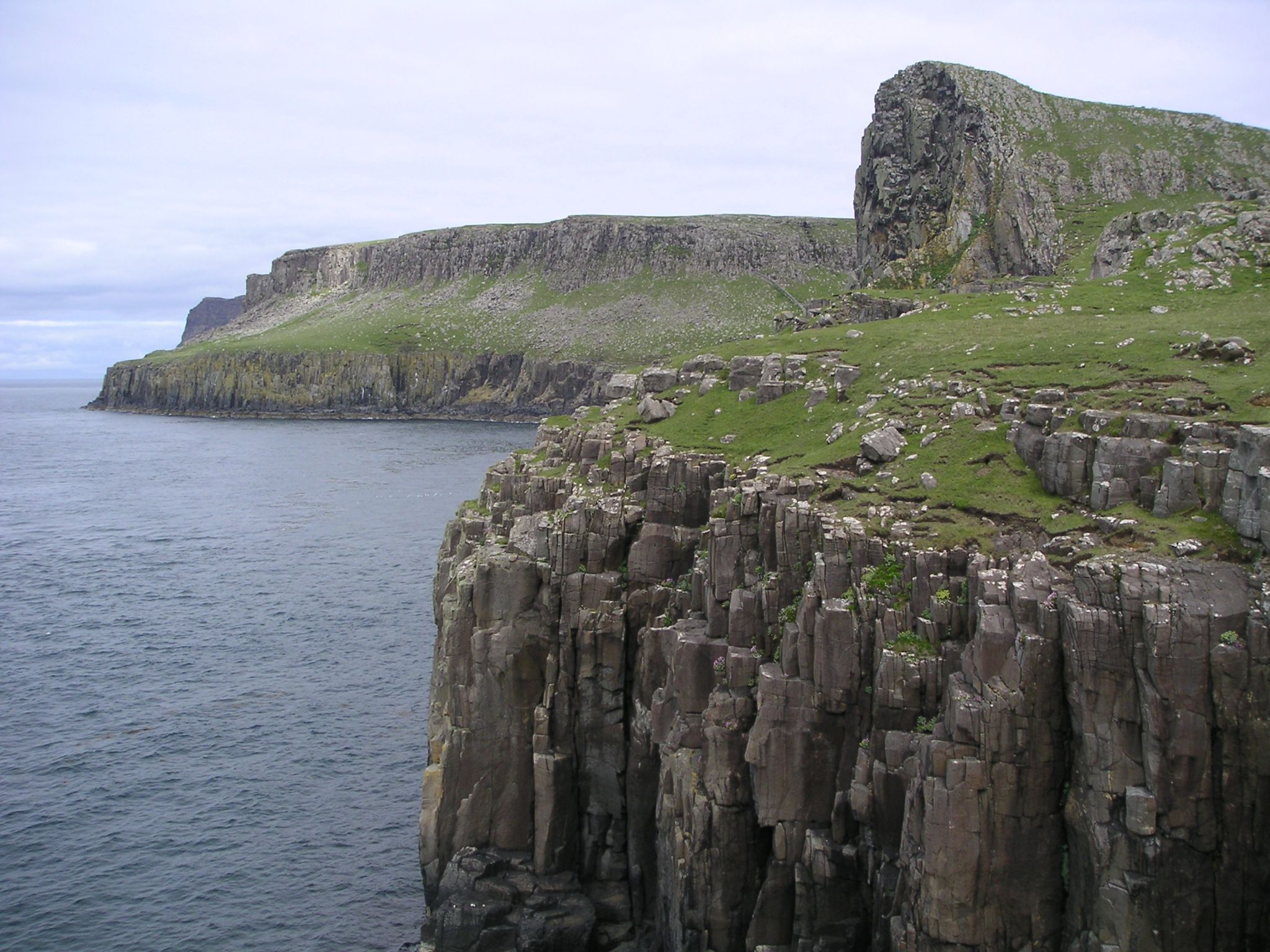
Acantilados de la isla de Skye.

Las islas de mayor tamaño de Escocia son:
1. Isla de Lewis y Harris 859.19 km²
2. Skye 643.28 km²
3. Shetland Mainland 373.36 km²
4. Isla de Mull 347.21 km²
5. Islay 246.64 km²
6. Isla principal de las Orcadas 206.99 km²
7. Arran 168.08 km²
8. Jura 142.99 km²
9. North Uist 135.71 km²
10. South Uist 128.36 km²

#### Cursos fluviales

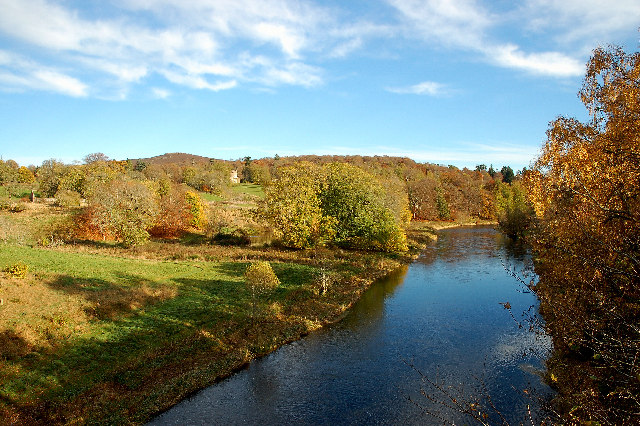
Río Don cerca de Alford.

Los diez principales cursos fluviales escoceses, por orden de longitud, son:
1. Tay  193 km
2. Spey 172 km
3. Clyde 171 km
4. Tweed 156 km
5. Dee 137 km
6. Don 132 km
7. Forth 105 km
8. Findhorn 101 km
9. Deveron 98 km
10. Annan 79 km

#### Lagos oloches
Los lagos de agua dulce en Escocia reciben normalmente el nombre de lochs, excepto algunos a los que se denomina lakes; el mayor de entre estos últimos, por su superficie, es el lago Menteith.

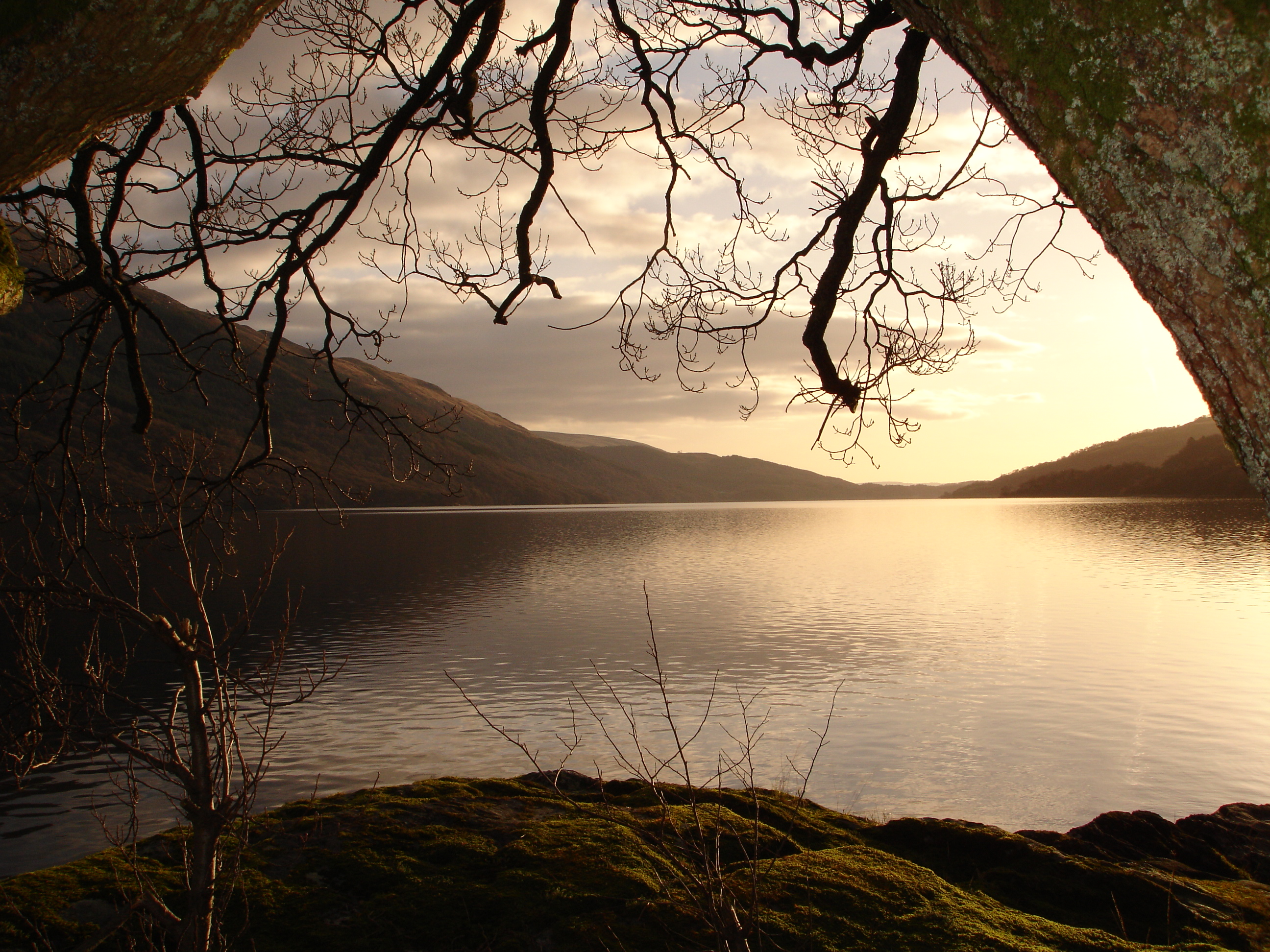
Vista del lago Lomond.

1. Lago Lomond 71,1 km², el mayor lago de agua dulce del Reino Unido.
2. Lago Ness 56,4 km²
3. Lago Awe 38,5 km²
4. Lago Maree 28,6 km²
5. Lago Morar 26,7 km²
6. Lago Tay 26,4 km²
7. Lago Shin 22,5 km²
8. Lago Shiel 19,6 km²
9. Lago Rannoch 19,1 km²
10. Loch Ericht 18,7 km²

### Geología

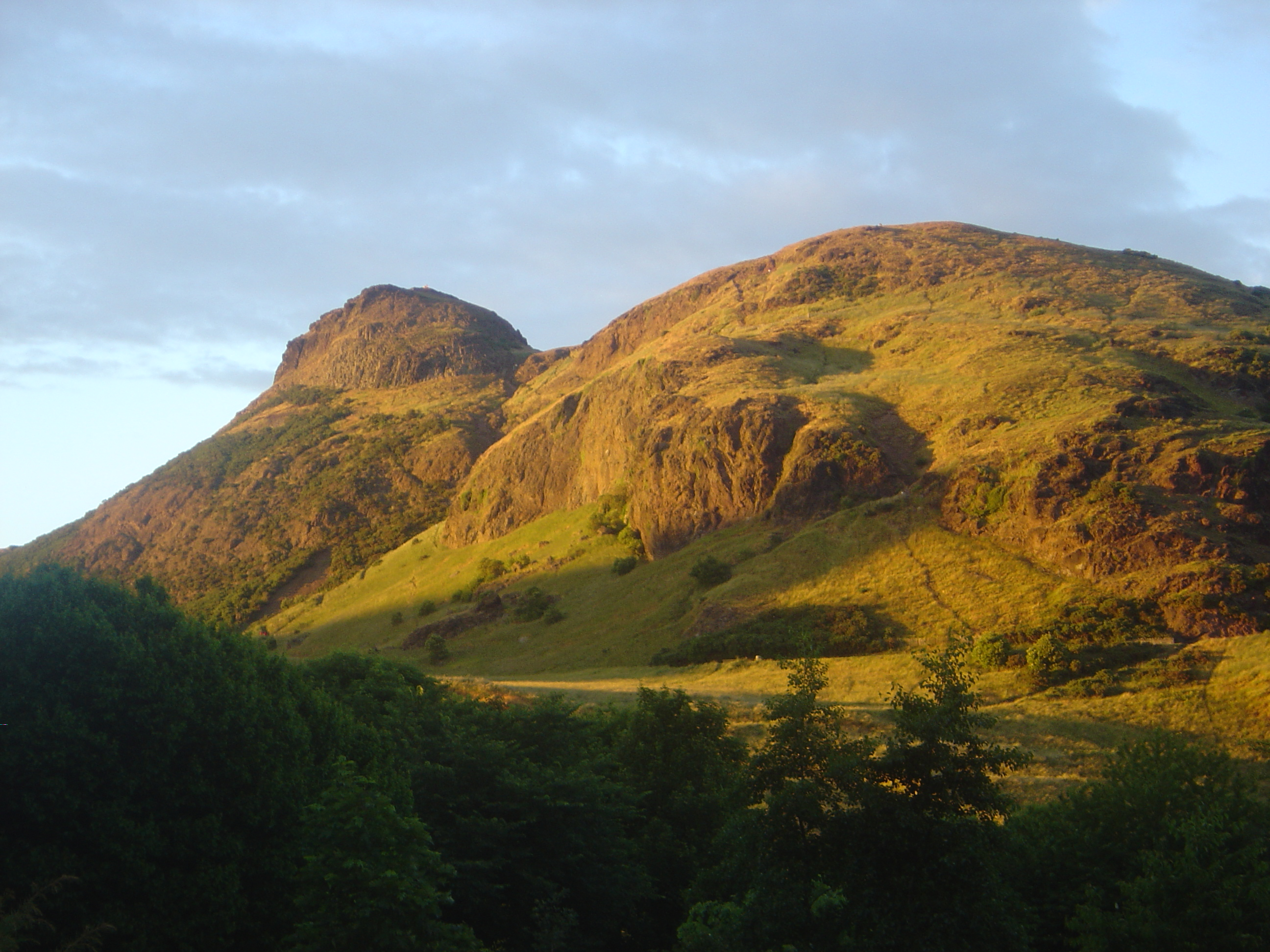
El trono de Arturo, Arthur's seat, en Edimburgo, visto desde la residencia de estudiantes Pollock Hall.

Escocia posee una enorme diversidad geológica para un territorio de su tamaño. El estudio de la geología de su territorio ha dado como resultado además numerosos descubrimientos que han marcado el desarrollo de la Geología.
Las rocas más antiguas de Escocia son los gneiss lewisianos, que datan del período Precámbrico, es decir, de hace unos tres mil millones de años. De este modo se encuentran entre las rocas más antiguas del mundo. Durante el Precámbrico se formaron igualmente las rocas areniscas y el Moine.
Posteriormente se formaron depósitos de tipo sedimentario durante el período Cámbrico, metamorfoseándose algunos de dichos depósitos en la serie del Dalradiense. El territorio que hoy denominamos Escocia se encontraba por esa época muy cercano al Polo Sur.
Durante el período Silúrico (es decir, desde 443 a 416 millones de años), Escocia formaba parte del continente conocido como Laurentia. Al otro lado del océano Iapetus, al sur, se hallaba el continente de Báltica. Ambos continentes se fueron acercando en forma progresiva, acercando Escocia a lo que posteriormente serían Inglaterra y Europa. Todo este proceso se conoce como la orogénesis caledonia, y la línea de falla de las Highlands muestra hoy en día el punto de junción entre ambos continentes. Rocas silúricas forman las tierras altas del sur del territorio escocés (las Southern Uplands), que fueron forzadas a ascender desde su ubicación original en el fondo oceánico debido a la colisión de los continentes antes mencionados. Sucedió lo mismo con las Highlands que, en esa época, debían ser tan altas como los Alpes actuales. A lo largo de todo este período, las rocas areniscas rojas (Old Red Sandstones) se fueron depositando en las zonas más bajas. Como consecuencia de esta colisión entre placas tectónicas, Escocia sufrió una intensa actividad volcánica, con volcanes al sur y cámaras magmáticas al norte, que hoy en día forman montañas graníticas, como por ejemplo las Cairngorms.
Durante el período Carbonífero (hace entre 355 y 295 millones de años), Escocia se hallaba ubicada en una zona cercana al ecuador. En dicha época tuvieron lugar diversos cambios del nivel del mar. El depósito de hulla de Lanarkshire, así como otros varios depósitos sedimentarios, pueden datarse en esta época. La actividad volcánica formó, entre otras muchas colinas, la llamada el trono de Arturo (Arthur's Seat) en Edimburgo. Hasta el período Triásico, Escocia era una zona desértica, existiendo enormes afloramientos de gres en el sudoeste. Aunque durante el período Cretácico se formaron diversos depósitos rocosos en varios puntos de Escocia, no han sobrevivido hasta la actualidad, al contrario que los depósitos de yeso que encontramos en su vecina Inglaterra. 
Hasta el período Terciario, las placas tectónicas prosiguieron con sus movimientos, produciéndose la división entre la actual América del Norte y Europa, dando lugar así a la aparición entre ambas del océano Atlántico. El punto de ruptura se produjo al oeste de Escocia, dejando una cadena de antiguos puntos de actividad volcánicas en las islas Hébridas, incluyendo Skye y Saint Kilda. Se trata del último período de formación de rocas en Escocia.
Desde entonces, sucesivas glaciaciones han ido conformando el territorio a través de la erosión provocada por los glaciares, dando lugar así a la aparición de valles glaciares, a la vez que a la deposición de rocas de tipo arcilloso. En nuestros días sigue produciéndose el lento desplazamiento de Escocia hacia el norte.

### Climatología
El clima de Escocia es un clima templado, aunque tiende a ser muy variable. En la costa Este, recibe los aportes de aguas cálidas de la corriente del Golfo del océano Atlántico, siendo tan cálido como en otras zonas ubicadas a igual latitud, como por ejemplo la ciudad de Oslo, en Noruega. No obstante, las temperaturas son generalmente más bajas que en el resto del Reino Unido, habiéndose alcalzado los (-27,2 °C) que fueron registrados en Braemar, en los Montes Grampianos, el 10 de enero de 1982 y también en Altnaharra, en las Highlands, el 30 de diciembre de 1995. Las temperaturas medias máximas en invierno son de 6 °C en las lowlands, y de 18 °C en verano. La temperatura más elevada registrada fue de 32,9 °C en Greycrook en los Scottish Borders, el 9 de agosto de 2003. En líneas generales, el oeste de Escocia es más cálido que el este, debido por un lado a la influencia de las corrientes atlánticas en el oeste, así como a las aguas más frías del mar del Norte en el este, por el otro.
Al igual que en el resto del Reino Unido, predominan los vientos procedentes del oeste, que aportan vientos cálidos y húmedos procedentes del océano Atlántico. La precipitación media es variable en toda Escocia: las Highlands del oeste constituyen el lugar más húmedo de todo el Reino Unido, con precipitaciones anuales superiores a los 3.000 mm. Como punto de comparación, indicaremos que la mayor parte de Escocia recibe menos de 800 mm cada año, y que las regiones del este y del sur no reciben precipitaciones superiores a las que reciben las regiones más secas de Inglaterra. De hecho, el este de Escocia queda casi privado de lluvias, que caen en las Uplands del oeste. Las nevadas no son corrientes en las Lowlands, pero son más frecuentes con el incremento de altitud. Braemar tiene una media de 59 días anuales de nieve, mientras que la media en las zonas costeras ronda los 20 días por año.
Las zonas que se encuentran más al oeste en las islas Hébridas forman parte de los puntos más soleados de todo el Reino Unido. En mayo de 1946 quedó constancia de 329 horas de sol en Tiree, y de nuevo en mayo de 1975. Durante el solsticio de verano no llega a haber una completa oscuridad en la zona norte de Escocia. Lerwick, en las islas Shetland, tiene aproximadamente cuatro horas de luz solar más que Londres en pleno verano, aunque durante el solsticio de invierno se produce el fenómeno contrario.

### Flora
El ecosistema de las Highlands es de tipo alpino. En algunos lugares sobreviven restos del antiguo bosque caledonio, dominados no obstante por los pinos silvestres. En la costa son comunes las siguientes plantas: Armeria maritima,  Tripleurospermum maritimum, Cochlearia officinalis agg., Cakile maritima, Anthyllis vulneraria. En los acantilados marinos: Asplenium marinum, Sedum rosea, Ligusticum scoticum. En estuarios, costas rocosas y espacios herbosos: Plantago maritima, Silene uniflora, Mertensia maritima, Glaux maritima, Sedum anglicum, Aster tripolium, Spergularia media, Centaurium littorale, Carex recta, Carex aquatilis , Festuca rubra, Euphrasia arctica subsp. borealis, Primula scotica, Scilla verna. En las playas son comunes especies del género Atriplex. En las dunas Ammophila arenaria, Leymus arenarius, Sonchus arvensis. También aparecen aquí tres umbelíferas : Heracleum sphondylium, Angelica sylvestris y Daucus carota. En lugares arenosos Arctium minus y Galium verum.
En la costa ártico-alpina encontramos Silene acaulis, Dryas octopetala, Saxifraga aizoides, Carex maritima, Saxifraga oppositifolia, Oxytropis halleri, Epipactis atrorubens, Saussurea alpina.
En las turberas húmedas : Racomitrium lanuginosum, Drosera rotundifolia, Drosera anglica, Drosera intermedia, Pinguicula lusitanica, Vaccinium microcarpum, Narthecium ossifragum, Hammarbya paludosa. En las turberas más secas Calluna vulgaris, Erica cinerea, Erica tetralix, Vaccinium myrtillus, Vaccinium vitis-idaea, Arctostaphylos uva-ursi, Empetrum nigrum, Neottia cordata, Myrica gale, Eriophorum angustifolium, Eriophorum vaginatum, Trichophorum caespitosum, Juncus squarrosus, Galium saxatile, Antennaria dioica, Pedicularis sylvatica, Polygala vulgaris, Polygala serpyllifolia, Potentilla erecta, Succisa pratensis, Salix repens y Salix aurita.

## Geografía humana

### Demografía
En el censo de abril de 2001, Escocia contaba con 5.062.011 habitantes, constituyendo así algo menos del 10% de la población total del Reino Unido. La densidad de población está próxima a los 64 habitantes por kilómetro cuadrado. La mayoría de la población vive en la Central Belt, la zona de llanuras que comprende las ciudades de Glasgow y de Edimburgo, y la costa comprendida entre Dundee y Edimburgo. Únicamente puede citarse a Aberdeen como un centro de población importante existente fuera de la zona antes descrita. En las Highlands, la población se encuentra dispersa y aislada en pequeñas ciudades, pueblos y granjerías o crofts.
Aproximadamente 95 de las islas escocesas están habitadas, siendo la más poblada de todas la de isla de Lewis, con sus 16.782 habitantes en 2001, principalmente concentrados en Stornoway, la única ciudad de las Hébridas. La población de algunas pequeñas islas es en ocasiones de un único habitante.
La capital de Escocia es Edimburgo. La población de las seis principales ciudades escocesas, según el censo de 2001, es la siguiente:
1. Glasgow: 629 501
2. Edimburgo: 430 082
3. Aberdeen: 184 788
4. Dundee: 154 674
5. Inverness: 40 949
6. Stirling: 32 673

Mientras que las ciudades de Edimburgo, Aberdeen y Stirling se encuentran en crecimiento, el número de habitantes de Glasgow y de Dundee disminuye, respectivamente en un 4,74% y un 2,73% entre 1991 y 2001. La población de Edimburgo ha aumentado en el mismo período en un 7,13%, y la de Stirling en un 9,36%. Al margen de las ciudades, los principales incrementos de población han tenido lugar en los condados de West Lothian, East Lothian, y Perth and Kinross. Hébridas Exteriores o Na h-Eileanan Siar (las Western Isles) han tenido un descenso de un 10,47% de su población en estos diez últimos años.

### Geografía política

#### Organización general
La superficie del territorio escocés es globalmente la que quedó definida en 1237 en las cláusulas del Tratado de York entre Escocia e Inglaterra y por las del Tratado de Perth de 1266 entre Escocia y Noruega. Los cambios son la isla de Man, que es una posesión de la Corona británica, las islas Orcadas y las Shetland, y Berwick-upon-Tweed, que quedó sometido a las leyes inglesas por el Wales and Berwick Act de 1746. País independiente en sus orígenes, Escocia pasó a ser oficialmente parte del Reino Unido en 1707 mediante el Acta de Unión, que disolvió el Parlamento de Escocia.
Como parte constitutiva del Reino Unido, Escocia está representada por los diputados que le corresponden en la Cámara de los Comunes (el Parlamento británico, con sede en Westminster, Londres). En 1997 se organizó un referéndum que condujo al restablecimiento del Parlamento escocés en Edimburgo. Dicho nuevo Parlamento tiene potestad sobre las cuestiones locales escoceses, y posee igualmente algunas potestades legislativas en relación con el impuesto sobre la renta. El Parlamento británico sigue conservando la potestad legislativa para el resto de temas.

#### Organización territorial
Escocia se encontraba dividida tradicionalmente en 33 condados, a los que la población sigue refiriéndose a pesar de que hayan desaparecido legalmente. Por lo que respecta a la Administración territorial, actualmente Escocia se encuentra dividida en 32 distritos, que fueron establecidos en 1995 para reemplazar al antiguo sistema de regiones.
- Datos: Q2118306
- Multimedia: Geography of Scotland / Q2118306